# Chania (unidade regional)
Chania, Caneia ou Caneia (ou ainda: Haniá, Khania, Chanion; em grego: Χανιά) é uma unidade regional da Grécia, localizada na ilha e região de Creta. Sua capital é a cidade de Chania.

## Património
- Mosteiro Agia Triada